# Kerkerbachbahn 15 und 16
Die Dampflokomotiven Kerkerbachbahn 15 und 16 waren meterspurige Tenderlokomotiven mit fünf Treib- und Kuppelachsen, die von Henschel (15) und der Maschinenanstalt Jung (16) ursprünglich als Schlepptenderlokomotive für die Heeresfeldbahn mit einer Spurweite von 760 mm gebaut wurde. Nach dem Zweiten Weltkrieg wurden sie auf Meterspur umgespurt, bis 1960 bzw. 1962 bei der Kerkerbachbahn eingesetzt und anschließend verschrottet.

## Geschichte und Einsatz

### Vorgeschichte
Das Oberkommando des Heeres bestellte 1941 bei den Lokfabriken Arnold Jung und Henschel & Sohn jeweils drei Schlepptenderlokomotiven für die Spurweite von 750 mm. Die Lokomotiven mit etwa 17 m Gesamtlänge und 60 t Gesamtgewicht konnten nicht freizügig eingesetzt werden. Zwei dieser Lokomotiven waren während des Krieges in Bosnien eingesetzt und blieben dort. Nach 1945 standen die übrigen vier Lokomotiven in Nürnberg.

### Kerkerbachbahn
Zwei Lokomotiven wurde 1948 von der Werkstatt der Kerkerbachbahn auf Meterspur umgespurt und zur Tenderlokomotive umgebaut. Sie erhielt die Nummern 15 und 16. Die Konstruktionszeichnungen dafür hatte Jung erstellt.
Die beiden Fünfkuppler bewältigten den Verkehr auf der Schmalspurbahn bis zum Ende des Schmalspurbetriebes. Die Lokomotive von Henschel besaß eine Spurkranzschmierung, die Lokomotive von Jung nicht. Die 16 wurde 1960 abgestellt und verschrottet.
Die 15 beförderte den Abschiedssonderzug im Dezember 1960. Anschließend wurde sie beim Streckenrückbau eingesetzt und 1962 verschrottet.

## Konstruktive Merkmale
Die Lokomotiven besaßen einen Innenrahmen. Die als Treibachse ausgebildete mittlere Achse hatte keinen Spurkranz, die erste Kuppelachse hatte ein Seitenspiel von 20 mm, die vierte ein Seitenspiel von 32 mm. Die Laufachsen waren als Bisselachsen ausgeführt, wobei die hintere ein langes Gestell mit Außenrahmen hatte.
Die Zweizylinder-Maschinen waren mit einem Heißdampfkessel ausgerüstet. Mit einem Überhitzer wurde der Dampf auf Temperaturen bis 300 °C überhitzt. Äußerlich war die Lokomotiven fast identisch, die Henschel-Lok hatte eine Schornstein-Krempe.
Die Lokomotiven besaßen zwei Sandkästen. Von Anfang an waren sie mit elektrischer Beleuchtung ausgestattet, als Kupplung war außer der Mittelpufferkupplung auch noch eine etwas versetzte normale Zug- und Stoßeinrichtung für den Einsatz auf dem Dreischienengleis vorhanden.